# آخوندک اروپایی
آخوندک اروپایی (نام علمی: Mantis religiosa) نام یک گونه از سرده آخوندک است.

## نگارخانه

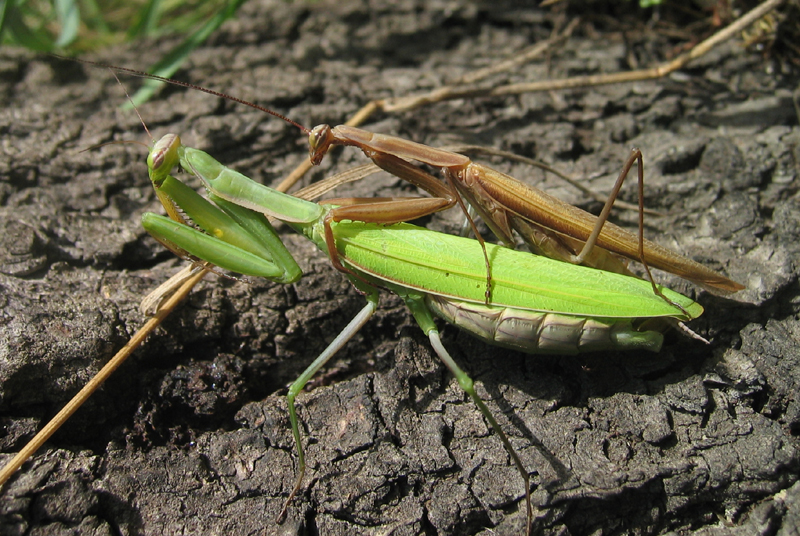
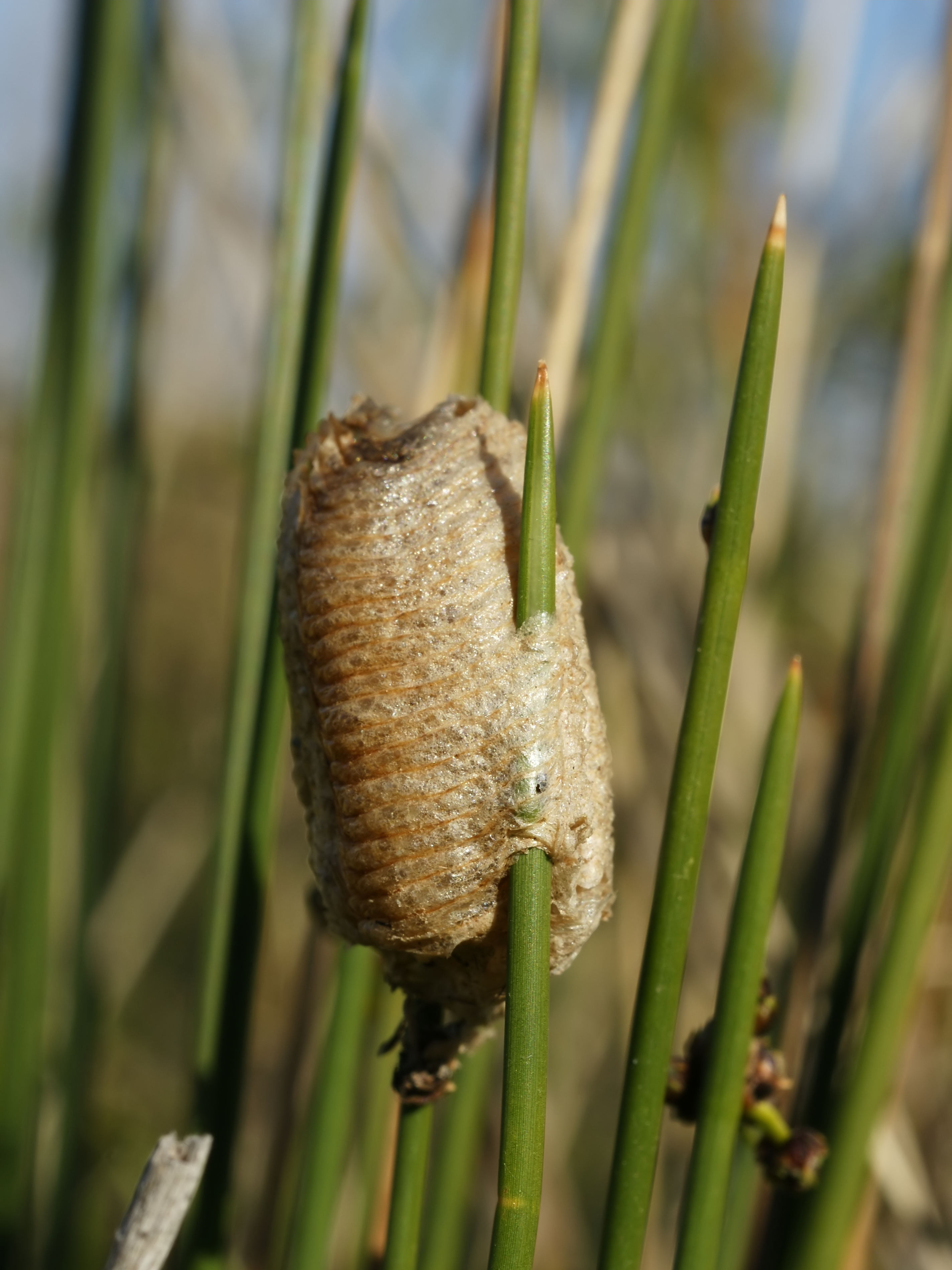
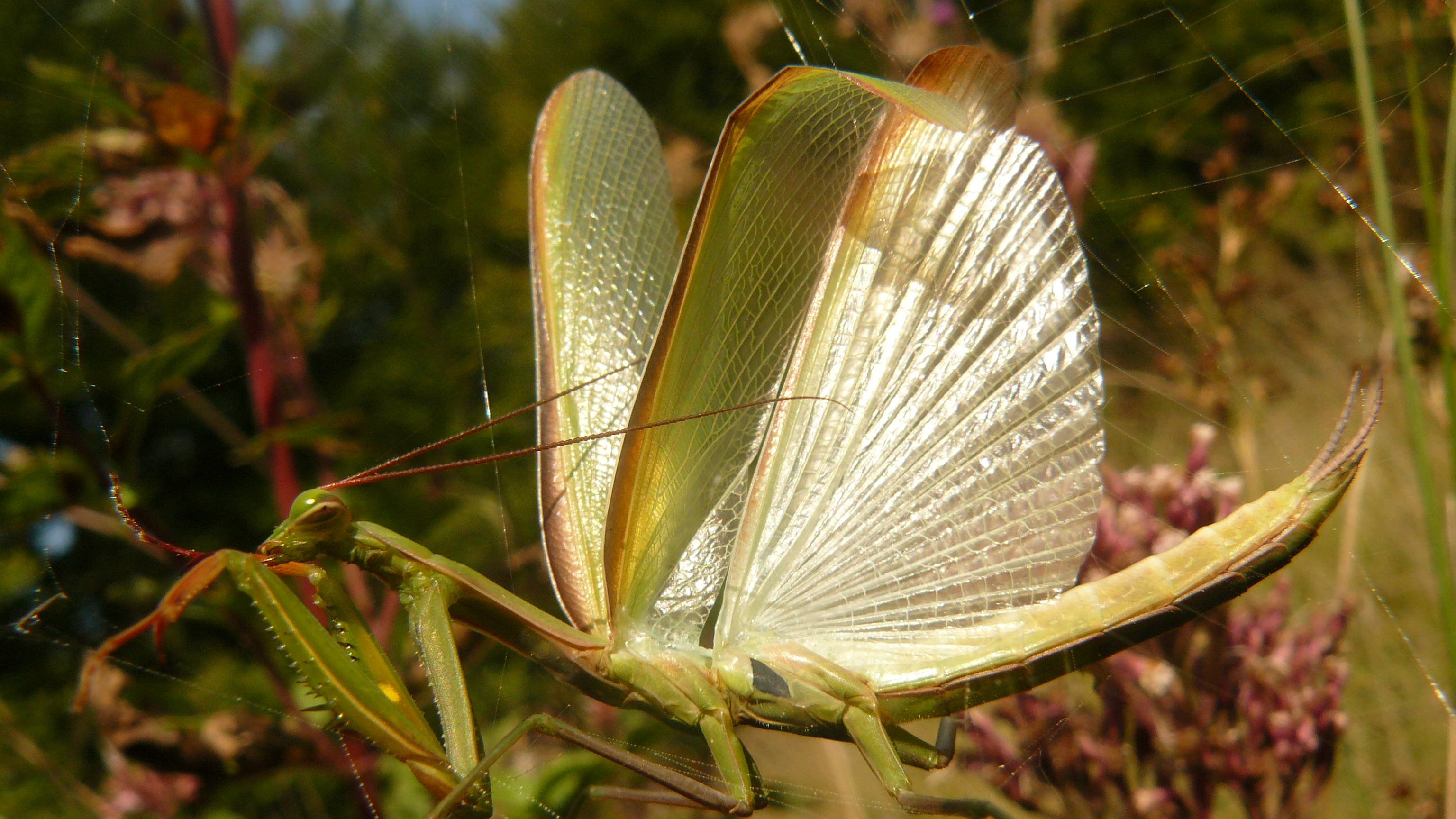
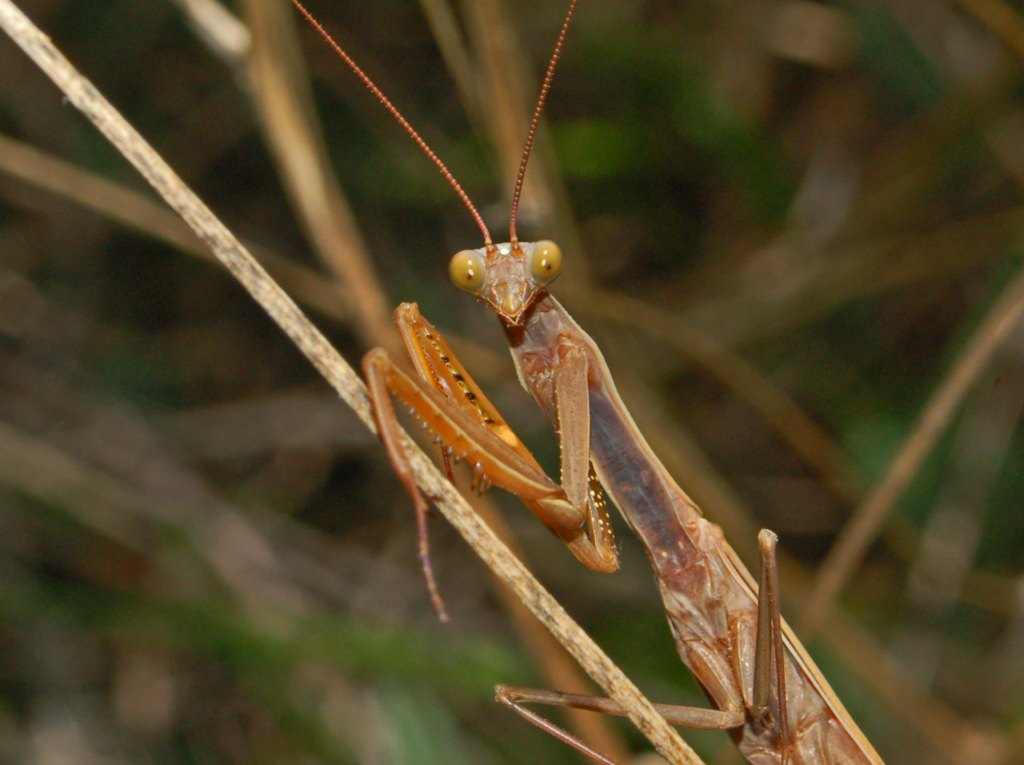
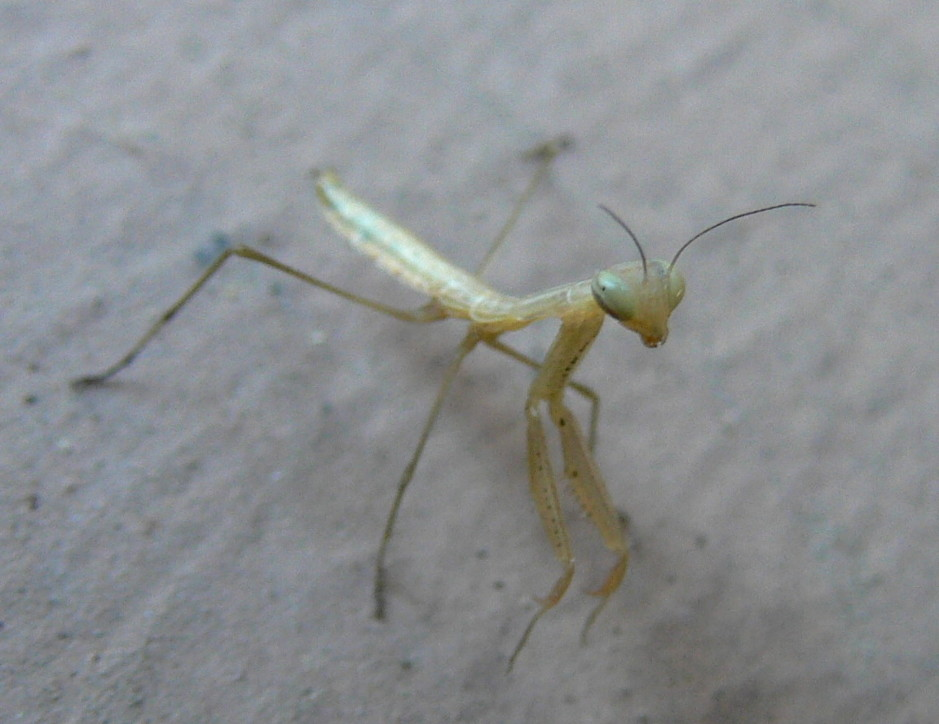
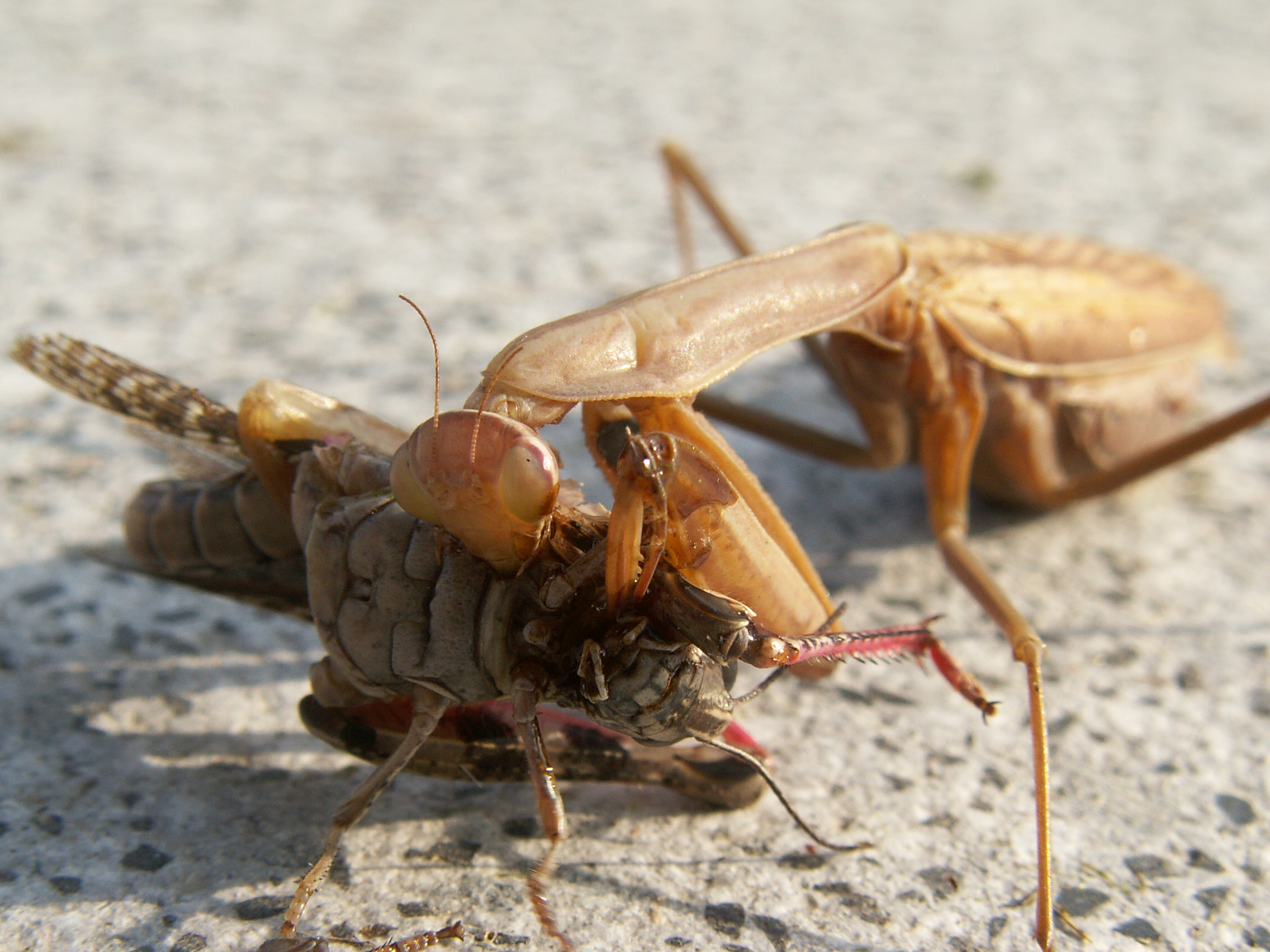
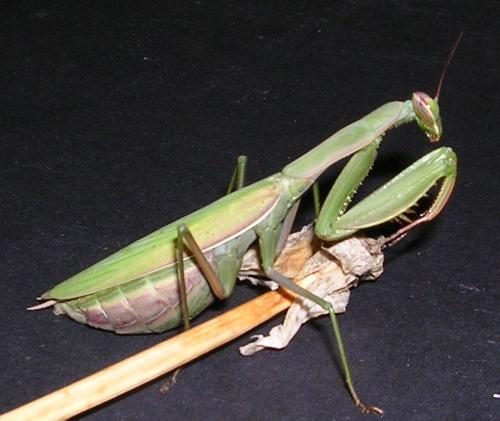
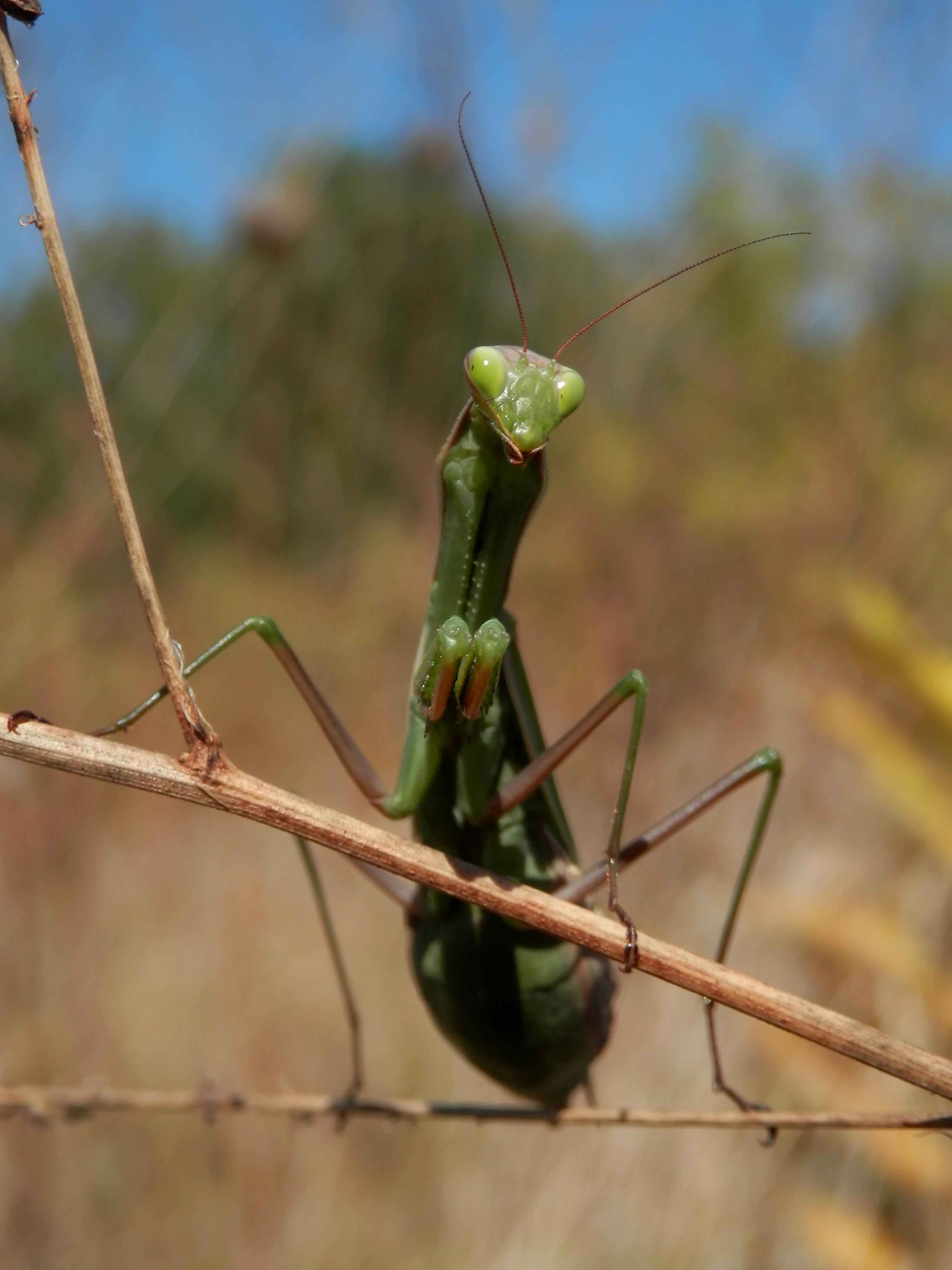
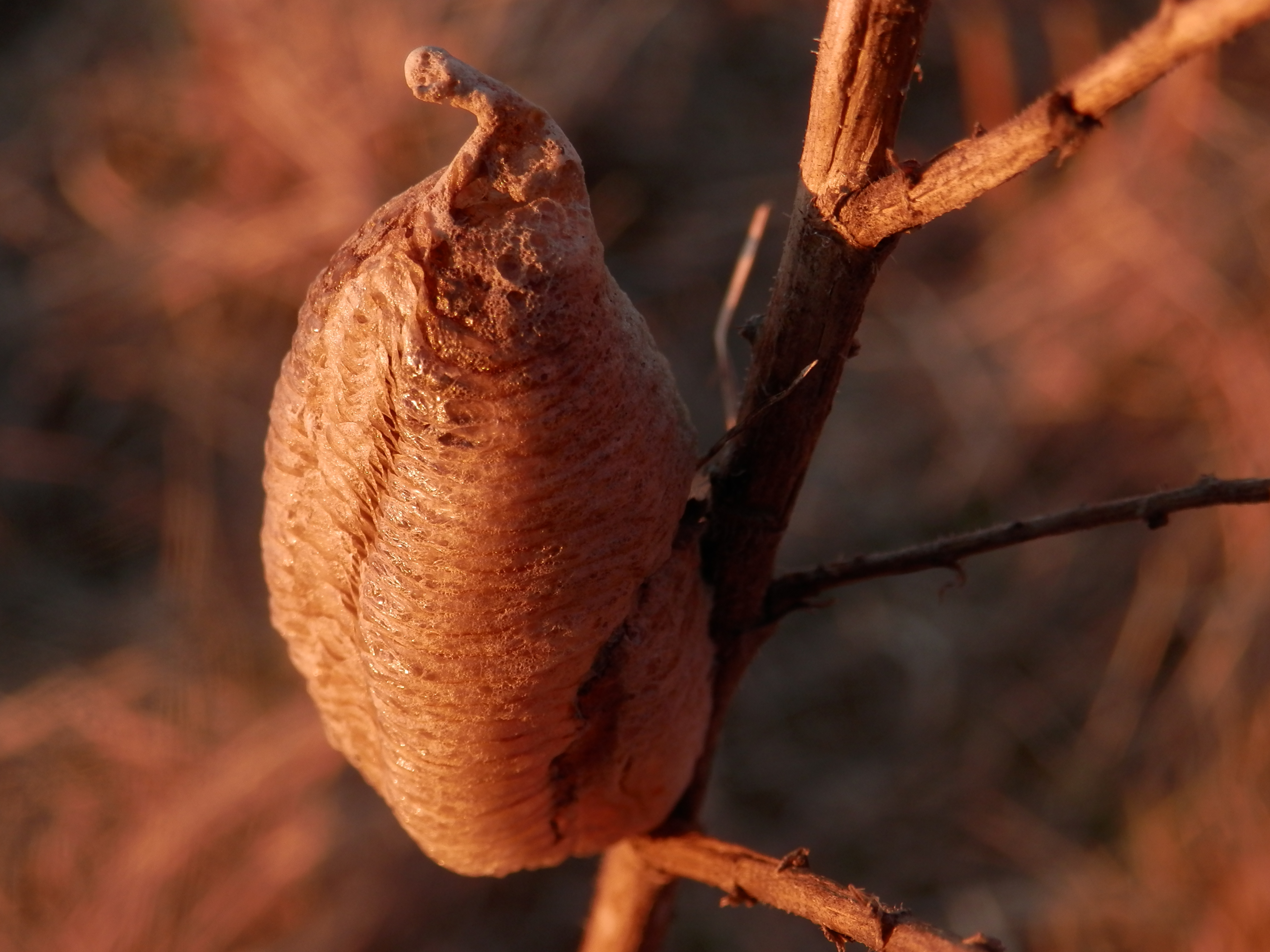
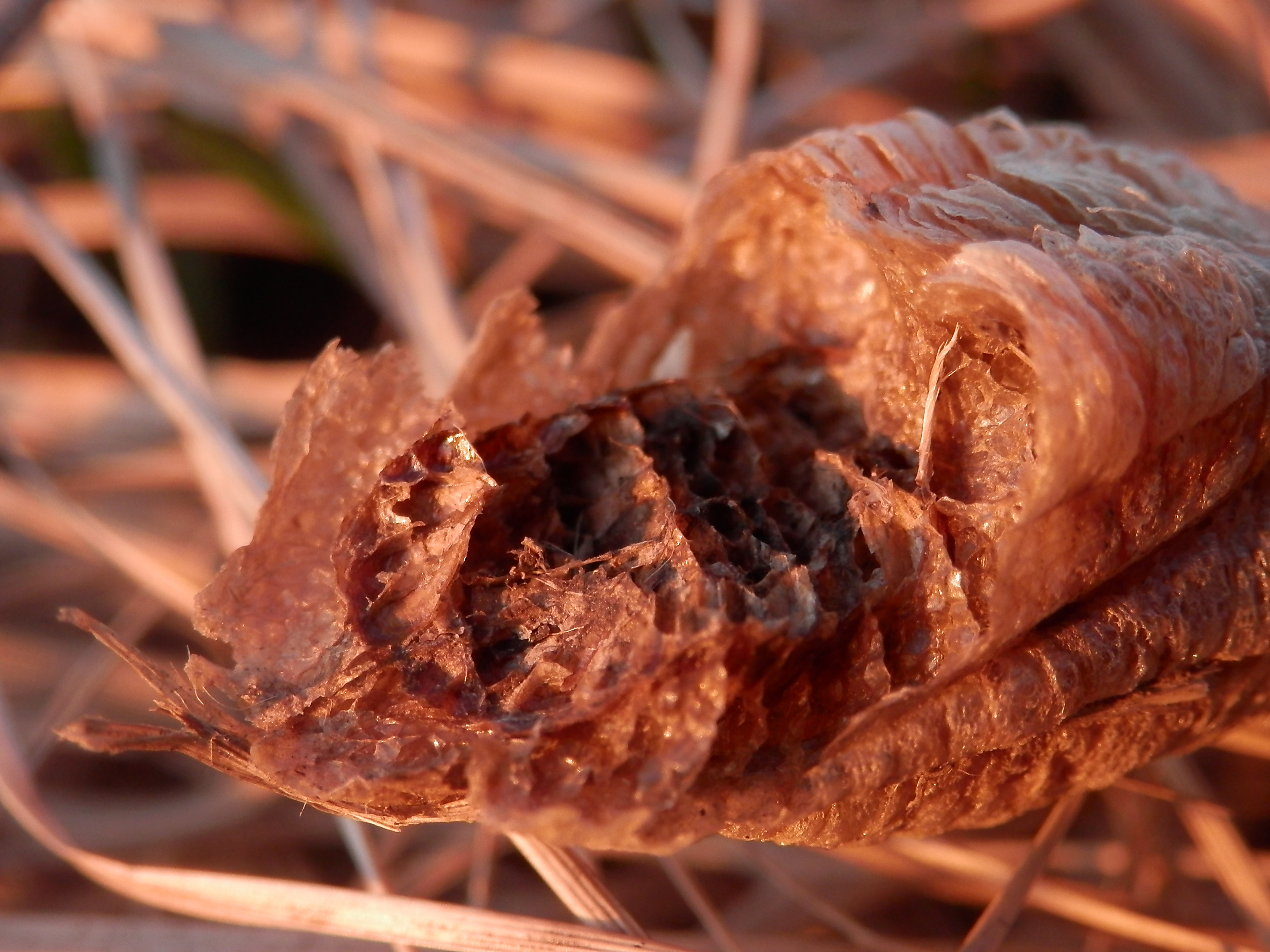